# HPT-32迪帕克教練機
迪帕克教練機（英語：Deepak、梵文指檯燈)是一款由印度斯坦航空有限公司研製的教練機，並負責聯絡等任務。

## 發展
迪帕克教練機的失事率偏高。共有17架次墜機和19位駕駛員喪生。印度主計兼審計部表示此機型「技術過時並受到飛行安全隱患的困擾」。
HPT-32已經退役，並由PC-7取代之。

## 型號
- HPT-32

基本款式
- HTT-34

配備Allison 250-B17D engine渦輪螺旋槳引擎版本。1984年6月17日首飛

## 外部連結
（页面存档备份，存于）